# 동경공략
《동경공략》(東京攻略)은 홍콩과 도쿄를 배경으로 한 2000년 홍콩의 액션 영화이다. 마초성이 감독을 맡았으며 양조위, 정이건, 진혜림이 출연하였다. 후속편으로는 《서울공략》 (2005)이 있다.

## KBS 성우진 (2002년 7월 27일)
- 김일 - 귀인(양조위)
- 김승준 - 대용(정이건)
- 주유랑 - 매시(진혜림)
- 이진화 - 사오리(장바이즈)
- 김준 - 이토(아베 히로시)
- 홍영란
- 유제상
- 문관일
- 서윤석
- 양정애
- 이승주
- 이용순
- 임진응